# 高見圭司
高見圭司（たかみけいし、1932年1月23日 - ）は、日本の新左翼活動家。元日本社会党青年対策部長、日本社会主義青年同盟解放派幹部である。革労協が分裂した際には解放派全協（労対派）へ参加した。スペース21の中心的存在である。

## 経歴
- 1932年 - 熊本県球磨郡多良木町に生まれる[1]。
- 1950年 - 熊本県立人吉高等学校卒業、早稲田大学入学。
雄弁会に入部（2年生時に退部）、同期に松永光がいる。
- 1955年 - 早稲田大学第一政経学部卒業[1]、日本社会党文京支部書記となる。
早稲田在学中に浅沼稲次郎と出会う。それが社会党入党（就職）の切っ掛けとなる。
同年10月には松前重義議員秘書となる。
- 1957年 - 社会党中央本部青年部副部長に就任[1]。
党内では江田派に属したが、党内に非公然フラクション「高見派」を作る。
- 1960年 - 社会党第2次訪中使節団として中国訪問、浅沼稲次郎に同行する。
友好のつもりが大躍進政策の爪痕（失敗）ばかり見せつけられたと感想を残す。
- 1962年 - 社青同第3回大会で書記長となる。
- 1964年 - 社青同第4回大会で協会派・解放派共同提案の修正動議が可決され、執行部総辞職。書記長を退く。
- 1965年 - 全国反戦青年委員会事務局員となる。一転して左傾化し解放派との関係を深める。
- 1967年 - 社会党青年対策部長就任。
- 1970年 - 第33回社会党大会で青年対策部長解任。
反戦青年委員会の運動が社会主義協会から批判され、10月に社会党を除名処分（書記職員としては解雇）される。
- 1971年 - 参議院選挙全国区に立候補、13万5620票を獲得（52位）して落選するも次々点。
無所属だが「70年代戦線」と称しての立候補。荒畑寒村、小田実、羽仁五郎、戸村一作が呼びかけ人に名を連ねた。選挙ポスターのスローガンは「第2第3の三里塚を！議会にゲリラを！」だった。1977年までに1名死亡で次点に繰り上がる。
- 1972年 - 新産別運転者労働組合（新運転）に加盟。
- 1981年 - 解放派分裂、革命的労働者党建設をめざす解放派全国協議会（連帯社）に参加。
- 1990年 - スペース90（現在、スペース21に改称）に参画。

現在はスペース21を主宰し、連帯社（解放派全協）に関わっている。新運転に所属する「現役」の労働者（実際に仕事をしているわけではない）である。新運転では反主流派としてグループを形成し活動しており、執行部と組合運営を巡り対立、排斥され訴訟を行ったりした。
三里塚闘争（成田空港問題）の活動にも参加している。2017年現在も三里塚芝山連合空港反対同盟（旧熱田派）の活動に「スペース21」所属として参加している。
2014年東京都知事選挙では、鎌田慧や河合弘之、瀬戸内寂聴、湯川れい子らと共に細川護熙を支援し、宇都宮健児に対して出馬辞退や選挙活動中止などを迫った。

## 主な著書
- 反戦青年委員会 -70年闘争と青年学生運動-（1969年、三一書房）…序文のみ執筆
- われ一人のリープクネヒトにあらず（1970年、高見出版）
- 国民総背番号体制（1973年、三一書房）
- 資料集・戦後左翼はなぜ解体したのか（2006年、同時代社）…一部執筆
- NO!9条改憲・人権破壊 -反戦青年委員会をつくった軍国少年-（2007年、明石書店）…これまでの活動をまとめた自伝的著書